# Pieve di Teco
Pieve di Teco es una localidad y comune italiana de la provincia de Imperia, región de Liguria, con 1.435 habitantes.

## Evolución demográfica
| Gráfica de evolución demográfica de Pieve di Teco entre 1861 y 2001 |
|                                                                     |
| Fuente ISTAT - elaboración gráfica de Wikipedia                     |